# Panos Markowits
Panos Markowits (gr. Πάνος Μάρκοβιτς; ur. 5 maja 1925 w Dramie, zm. 17 sierpnia 2012 w Atenach) – grecki piłkarz, a także trener.

## Kariera piłkarska
Jako piłkarz Markowits występował w drużynie PAOK FC.

## Kariera trenerska
W latach 1966–1967 Markowits był selekcjonerem reprezentacji Grecji. W tym czasie poprowadził ją w dwóch meczach. Zadebiutował 16 października 1966 w wygranym 2:1 meczu eliminacji Mistrzostw Europy 1968 z Finlandią, a po raz drugi poprowadził Greków 15 lutego 1967 w wygranym 4:0 towarzyskim spotkaniu z Libią.
W karierze klubowej Markowitsa, do jego największych sukcesów należą finał Pucharu Grecji (1953) z Doksą Drama, mistrzostwo Cypru (1973), dwa Puchary Cypru (1973, 1984) oraz Superpuchar Cypru (1984) z APOEL-em, a także Puchar Grecji (1979) z Panioniosem.